# Сома (вулканизъм)
Сома се наричат остатъците от разрушен при взрив или срутване на калдерата на древен вулкан, образуващи кръгъл или полукръгъл вал около много по млад вътрешен вулканичен конус (виж приложената снимка). Названието произлиза от древния вулкан Сома, полукръглия вал на който е разположен около съвременния вулкан Везувий. Вулканите на полуостров Камчатка и на Курилските острови са местата, където са разположени най-много соми.